# Кесс (округ, Міссурі)
Шаблон:StateAbbr_ 38°39′ пн. ш. 94°21′ зх. д. / 38.65° пн. ш. 94.35° зх. д.
Округ Кесс (англ. Cass County) — округ (графство) у штаті Міссурі, США. Ідентифікатор округу 29037.

## Історія
Округ утворений 1835 року.

## Демографія
За даними перепису
2000 року
загальне населення округу становило 82092 осіб, зокрема міського населення було 51412, а сільського — 30680.
Серед мешканців округу чоловіків було 40196, а жінок — 41896. В окрузі було 30168 домогосподарств, 22978 родин, які мешкали в 31677 будинках.
Середній розмір родини становив 3,09.
Віковий розподіл населення поданий у таблиці:
| Стать    | До 15 років | 15-21 | 22-29 | 30-39 | 40-49 | 50-65 | 65-85 | Понад 85 |
| -------- | ----------- | ----- | ----- | ----- | ----- | ----- | ----- | -------- |
| Чоловіки | 9953        | 3852  | 3577  | 6302  | 6338  | 6140  | 3678  | 356      |
| Жінки    | 9524        | 3634  | 3698  | 6546  | 6481  | 6411  | 4624  | 978      |

## Суміжні округи
- Джексон — північ
- Джонсон — схід
- Генрі — південний схід
- Бейтс — південь
- Маямі, Канзас — захід
- Джонсон, Канзас — північний захід

## Виноски
1. ↑  U.S. Decennial Census. United States Census Bureau. Архів оригіналу за 12 квітня 2013. Процитовано 14 листопада 2014.
2. ↑  Historical Census Browser. University of Virginia Library. Архів оригіналу за 11 Серпня 2012. Процитовано 14 листопада 2014.
3. ↑  Population of Counties by Decennial Census: 1900 to 1990. United States Census Bureau. Архів оригіналу за 3 Грудня 2014. Процитовано 14 листопада 2014.
4. ↑  Census 2000 PHC-T-4. Ranking Tables for Counties: 1990 and 2000 (PDF). United States Census Bureau. Архів оригіналу (PDF) за 18 Грудня 2014. Процитовано 14 листопада 2014.
5. ↑  State & County QuickFacts. United States Census Bureau. Архів оригіналу за 8 липня 2011. Процитовано 7 вересня 2013.(англ.) Наведено за англійською вікіпедією.
6. ↑  American FactFinder. Бюро перепису населення США. Архів оригіналу за 29 липня 2011. Процитовано 31 січня 2008.

| США | Це незавершена стаття з географії США. Ви можете допомогти проєкту, виправивши або дописавши її. |